# Gamelia rindgei
Gamelia rindgei är en fjärilsart som beskrevs av Lemaire 1966. Gamelia rindgei ingår i släktet Gamelia och familjen påfågelsspinnare. Inga underarter finns listade i Catalogue of Life.